# Sitana sivalensis
Espèce
Sitana sivalensis est une espèce de sauriens de la famille des Agamidae.

## Répartition
Cette espèce est endémique du Népal.

## Publication originale
- Schleich,  Kästle & Shah, 1998 : Description of Sitana sivalensis spec. nov., (Sauria: Agamidae) from south Nepal. Contributions to the herpetology of south-Asia (Nepal, India), Fuhlrott-Museum, Wuppertal, p. 87-100.